# Lancer de cartes
 (février 2023).
Si vous disposez d'ouvrages ou d'articles de référence ou si vous connaissez des sites web de qualité traitant du thème abordé ici, merci de compléter l'article en donnant les références utiles à sa vérifiabilité et en les liant à la section « Notes et références ».

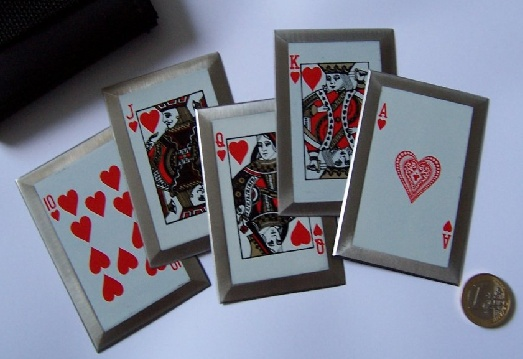
Exemple de cartes à lancer en acier.

Le lancer de cartes est une technique consistant à lancer des cartes à jouer à la manière des shuriken. Il existe de véritables modèles de cartes à lancer en acier, disponibles en armurerie aux États-Unis.
Le lancer de cartes peut s'apparenter au lancer de couteaux.